# Acmaeodera mojavei
Acmaeodera mojavei är en skalbaggsart som beskrevs av Frederic Westcott 1971. Acmaeodera mojavei ingår i släktet Acmaeodera och familjen praktbaggar. Inga underarter finns listade i Catalogue of Life.